# Diocesi di Cefala
La diocesi di Cefala (in latino Dioecesis Cefalensis) è una sede soppressa e sede titolare della Chiesa cattolica.

## Storia
Cefala, forse identificabile con Ras-El-Djebel nell'odierna Tunisia, è un'antica sede episcopale della provincia romana dell'Africa Proconsolare, suffraganea dell'arcidiocesi di Cartagine.
Sono due i vescovi noti di questa antica diocesi. Alla conferenza di Cartagine del 411, che vide riuniti assieme i vescovi cattolici e donatisti dell'Africa, era presente il vescovo Fidenzio, il quale dichiarò che non v'era un competitore donatista nella sua diocesi, dopo la morte recente del vescovo scismatico. Al concilio di Cartagine del 646 partecipò il vescovo Crescis Caefalensis, che sottoscrisse assieme ai vescovi della Proconsolare la lettera contro il monotelismo indirizzata al patriarca Paolo di Costantinopoli.
Dal 1933 Cefala è annoverata tra le sedi vescovili titolari della Chiesa cattolica; dal 23 dicembre 2021 il vescovo titolare è Carlos Márquez Delima, vescovo ausiliare di Caracas.

## Cronotassi

### Vescovi
- Fidenzio † (menzionato nel 411)
- Crescio † (menzionato nel 646)

### Vescovi titolari
- Fernando Azcárate y Freyre de Andrade, S.I. † (17 marzo 1964 - 29 luglio 1998 deceduto)
- Petr Esterka † (5 luglio 1999 - 10 agosto 2021 deceduto)
- Carlos Márquez Delima, dal 23 dicembre 2021